# Tomohiko Ito
Tomohiko Ito (født 28. maj 1978) er en tidligere japansk fodboldspiller.
Han har spillet for flere forskellige klubber i sin karriere, herunder Ventforet Kofu, Shonan Bellmare og Cerezo Osaka.